# Venados Grandes
Venados Grandes är en ort i Argentina.   Den ligger i provinsen Chaco, i den norra delen av landet, 800 km norr om huvudstaden Buenos Aires. Venados Grandes ligger 78 meter över havet och antalet invånare är 303.
Terrängen runt Venados Grandes är mycket platt. Runt Venados Grandes är det mycket glesbefolkat, med 6 invånare per kvadratkilometer.. Närmaste större samhälle är Chorotis, 11,2 km söder om Venados Grandes.
Trakten runt Venados Grandes består i huvudsak av gräsmarker.